# Hermann von Vahl
Hermann von Vahl (* 21. April 1826 in Greifswald; † 12. April 1892 ebenda) war ein deutscher Jurist und Abgeordneter.

## Leben und Wirken
Hermann von Vahl war ein Sohn des Greifswalder Kaufmanns Carl von Vahl († 1843), Sohn von Balzer Peter von Vahl, und der Louisa Siebmann. Vahl studierte Rechtswissenschaften an den Universitäten in Greifswald und Berlin. 1847 wurde er Mitglied des Corps Pomerania Greifswald.
1855 wurde er Assessor, ab 1863 war er Kreisrichter in Greifswald. Im Jahre 1865 wurde er Rechtsanwalt. Außerdem war er als Notar tätig.
Er war von 1872 bis 1873 Mitglied des Preußischen Abgeordnetenhauses. Von 1876 bis 1889 gehörte er dem Provinziallandtag der Provinz Pommern an.
Ab 1874 vertrat er den Wahlkreis Stralsund 2 (Greifswald, Grimmen) für die Nationalliberale Partei im Reichstag. Von 1878 bis 1881 war er im Vorstand der Nationalliberalen.
Am 24. Juli 1859 hatte Hermann von Vahl die Gutsbesitzerstochter Clara Weißenborn in Ludwigsburg geheiratet und somit deren Gut Klein Zastrow bei Greifswald übernommen. Diesen Besitz erbte dann der Sohn Ernst Karl Peter von Vahl († 1916).

## Auszeichnungen
- Charakter  als Justizrat
- Ehrenmitglied des Corps Pomerania Greifswald